# 프라티바 파틸

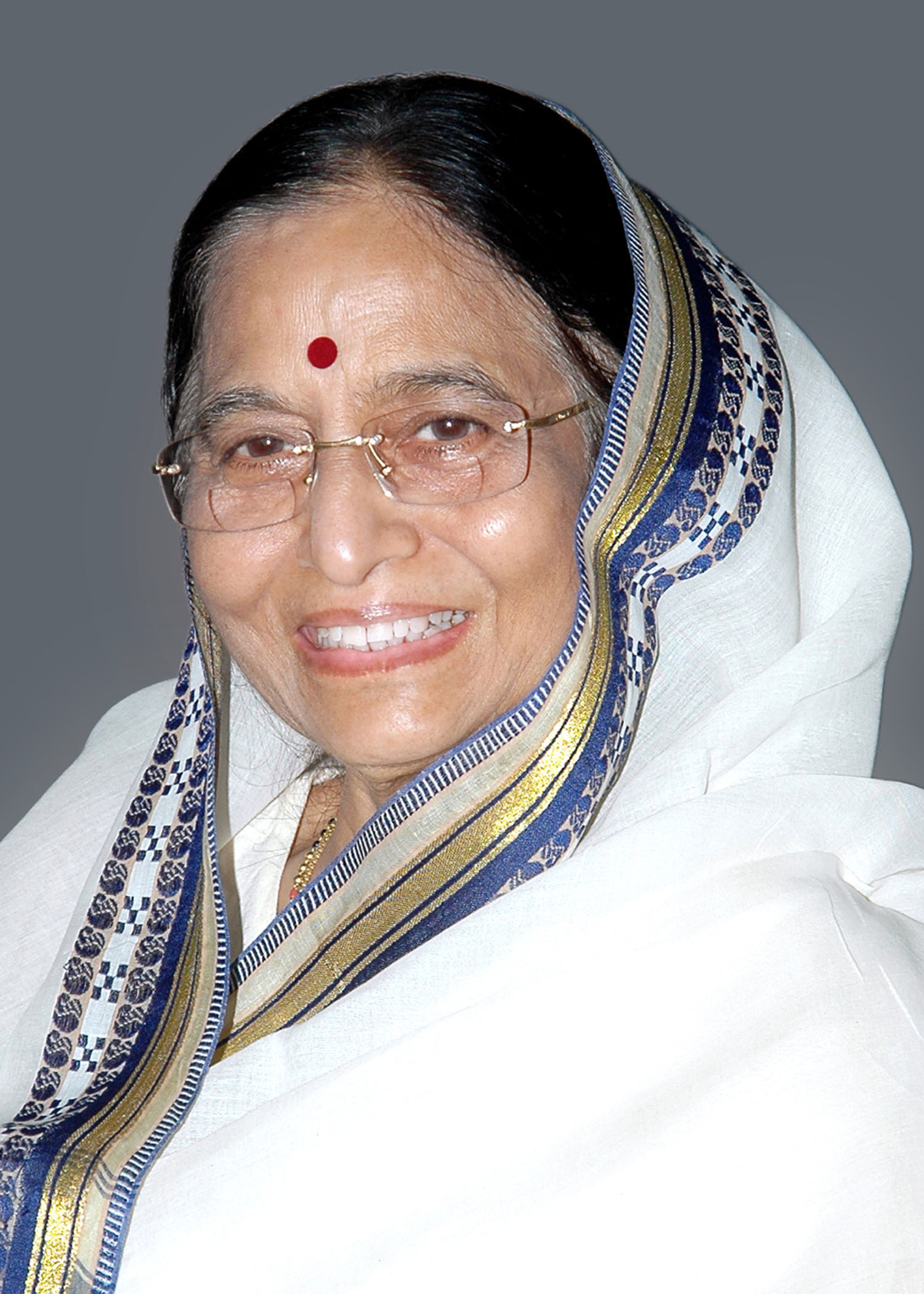
2007

프라티바 데비싱 파틸(Pratibha Devisingh Patil, 마라티어: प्रतिभा देवीसिंह पाटील, 1934년 12월 19일 ~ )은 인도의 정치인이다. 인도 국민 회의의 당원이며, 여당 통일진보동맹과 인도 좌파에 의해 대통령 후보로 지명되었다. 2007년 7월 19일에 열린 인도 대통령 선거에서 경쟁자 바이론 싱 쉐카와트 (Bhairon Singh Shekhawat)를 누르고 대통령으로 당선되었고, 같은 해 7월 25일에 압둘 칼람을 승계하여 인도의 12대 대통령이 되었다.

## 어린 시절
프라티바 파틸은 1934년 12월 19일 인도 마하라슈트라 주의 잘가온 구 나드가온에서 나라얀 라오 파틸의 딸로 태어났다. 이후 잘가온의 R. R. 비디알라바 학교에 입학한 뒤 물리제타 대학교에서 정치과학과 경제학 석사과정을 마쳤다. 뭄바이로 건너가서는 뭄바이 대학교의 국립법학대학교에서 법학사 (Bachelor of Law)를 땄다. 다시 잘가온으로 돌아온 파틸은 잘가온 구법원에서 법무 생활을 시작하는 한편, 인도 여성으로서 마주한 여러 사회적 문제에 관심을 두기 시작하였다.
1965년 7월 7일 파틸은 데비싱 라싱 셰하와트와 결혼하였다. 이후 딸과 아들을 낳았는데 아들 라오사헤브 셰하와트는 훗날 어머니를 따라 정치에 입문한다.

## 정치 경력
1962년 27세의 나이로 마하라슈트라 주의회의 잘가온 지역구 의원으로 당선되었다. 그 후로 1967년부터 1985년까지 묵타이나가르 지역구 의원으로서 4선 연임하였으며, 1985년에는 인도 국회의원으로서 라자 사바 (상원)에 입성해 1990년까지 역임하였다. 1991년 총선에서는 암라바티 지역구 의원으로 제10대 로크 사바 (하원)에 다시 입성하였으나 머지않아 국회의원 자리에서 물러나 10여년 간 정치계를 은퇴하였다.
파틸은 마하라슈트라 주의회에 있는 동안 내각 장관으로서 여러 직책을 맡았으며 상하원에 머무는 동안에도 공직을 맡았다. 뿐만 아니라 마하라슈트라프라데시 의회위원회의 위원장, 인도 도시협력 은행신용사회 연맹 이사, 인도 협동조합 관리이사회 일원으로도 있었다.
2004년 11월 8일 파틸은 제24대 라자스탄 주지사로 임명되었다. 여성으로선 처음으로 라자스탄 주지사에 임명된 것이었다.

## 대통령 재임

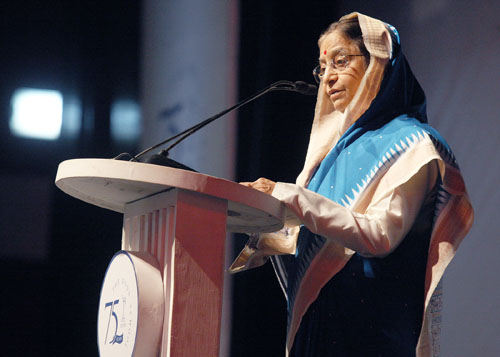
2010년 10월 돈 스쿨의 플래티넘 주빌리 행사에서 연설 중인 파틸 대통령

### 선거
2007년 6월 14일 파틸은 통합진보동맹 (UPA) 대통령 후보로 지명되었다. 좌파 정당 연맹이 시브라지 파틸, 카란 싱 전 내무부장관 지명에 동의하지 않으면서 중립 후보로서 나서게 된 것이다. 파틸은 INC와 네루-간디 일가에 수십년간 충실한 모습을 보여온 바 있었고, 이러한 점은 소냐 간디 INC 대표로부터 후보 지명을 받게 되는 중요한 요소로 작용하게 되었다. 다만 파틸은 "도장이나 찍는 대통령"이 되려는 의도는 추호도 없다는 입장을 밝혔다.
같은 시기 파틸은 2005년 비슈람 파틸 살인사건에 연루된 남동생 G. N. 파틸을 보호해줬다는 명목으로 고발당했다. 당시 잘가온 구의회위원회 의장 선거에서 비슈람 파틸이 G. N. 파틸을 아슬아슬하게 누르고 당선되었지만 같은해 9월에 살해당했던 사건이었다. 비슈람 파틸의 부인은 끝내 G. N. 파틸이 범죄에 개입했다며 고소하였고 프라티바 파틸도 범죄 수사에 영향력을 행사했다며, 대통령 특사로 풀려나기 전에 사건 조사가 이뤄져야 한다고 주장하였다. 고소 자체는 2009년 법원에서 기각되었지만 2015년 G. N. 파틸은 벌금형을 선고받았다. 다만 프라티바 파틸의 개입 의혹에 대해서는 아무런 언급이 없었다.
의원내각제를 실시하는 인도에서 대통령직은 명목상으로 최고원수 지위에 있기 때문에, 대통령 후보 지명은 여러 정당의 의견 일치로 배정되고, 그 후보는 경쟁 상대 없이 선거에 나서는 경우가 많다. 이로 인해 파틸도 기존의 방식대로 선거에 나설 것이라 예상됐지만 실제로는 여야간의 대립이 격화되면서 상대후보가 있는 상태로 선거전을 치르게 되었다. BBC는 이 상황을 두고 "최근 인도에서 커져가는 편파정치의 희생자로서, 리더십의 중대 위기로 널리 보고 있다"며, "차마 보기힘든 여야간의 진흙탕 싸움으로 타락하고 말았다"고 전했다. 파틸의 상대 후보는 바이론 싱 셰하와트로 현 부통령이자 바라티바 자나타당의 중진이었다. 셰하와트는 무소속 후보로 선거에 나왔으며, BJP가 이끄는 정치연대인 국가민주연맹 (NDA)의 지지를 받고 있었다. 다만 NDA에 합류했던 시브세나당은 마라티인 출신이라는 이유로 파틸 후보를 지지하기로 했다.
파틸 후보를 반대하는 측에서는 파틸은 카리스마도 경험도 능력도 부족하다고 주장했다. 또 고위 정치에서 물러나 시간을 보냈다는 점을 강조하고, 이미 죽은 다다 레흐라지 선생으로부터 계시를 받았다고 주장했던 것처럼 초자연 현상에 관한 파틸 후보의 신념에 의문을 표했다. 또 이와 더불어 1975년에는 유전병을 앓는 사람은 불임시켜야 한다는 발언 등 여러 가지 이슈가 비화되었다. 일각에서는 암라바티 지역구 의원으로 재직하던 시절 파틸 후보가 MPLADS 기금에 있던 360만 루피를 남편의 신탁금으로 전환했다는 주장도 제기되었다. 이는 국회의원이 자신의 친인척이 운영하는 단체에 기금을 제공하는 것을 금지하는 정부규정에 위배될 수 있는 사항이었다. 원내장관은 파틸 후보와 관련한 부정행위는 없었다고 부인하며, MPLADS에서 쓰인 기금은 인도 감사원장의 감사를 받았다고 밝혔다.
이러한 우여곡절에도 불구하고 2007년 7월 19일 파틸은 대통령 선거에서 당선되었다. 전체 투표수 중 3분의 2에 달하는 득표율을 얻었다. 2007년 7월 25일에는 인도 최초의 여성 대통령으로서 취임하였다.

### 대통령 재임
파틸의 대통령 재임 당시에는 여러 가지 논란에 휩싸였다. 먼저 피고 35인에게 내려진 사형 선고에 대해 사면을 내렸는데, 독단적이라는 비판이 일자 대통령실은 내무부의 조언을 숙고 검토한 뒤에 대통령이 관용 처분을 승인했다고 해명하였다.
또 파틸 대통령은 이전의 어느 대통령보다 해외여행에 더 많은 돈을 쓰고 여행 횟수도 더 많이 진행했던 것으로 조사됐다. 일부 여행에서는 가족 11명을 동반하기도 하였으며, 2012년 5월 기준으로 총 12번 해외여행을 떠나 22개국을 방문하였으며 13번째 여행을 떠나려던 시점이었다. 이들 여행에 들어간 경비는 총 205크로어 루피 (20억 5000만 루피, 약 4억 3000만원)에 달했다. 인도 외무부는 가족들을 데려간 것이 "비정상인 것은 아니다"라고 밝혔다.
인도 대통령직 임기는 5년이기에 2012년 7월 파틸 대통령은 대통령직에서 물러나게 되었다.

## 역대 선거 결과
| 선거명      | 직책명        | 대수 | 정당          | 득표율 | 득표수    | 결과 | 당락 |
| ----------- | ------------- | ---- | ------------- | ------ | --------- | ---- | ---- |
| 2007년 선거 | 인도의 대통령 | 12대 | 인도 국민회의 | 65.8%  | 638,116표 | 1위  |      |